# ایزروک
ایزروک (به صربی: Izrok) یک منطقهٔ مسکونی در صربستان است که در توتین، صربستان واقع شده‌است. ایزروک ۱۰۷ نفر جمعیت دارد.